# Kurt Bauer (Bildhauer)
Kurt Bauer (* 18. Februar 1906 in Hamburg; † 28. Oktober 1981 ebenda) war ein Hamburger Künstler und Bildhauer.

## Leben

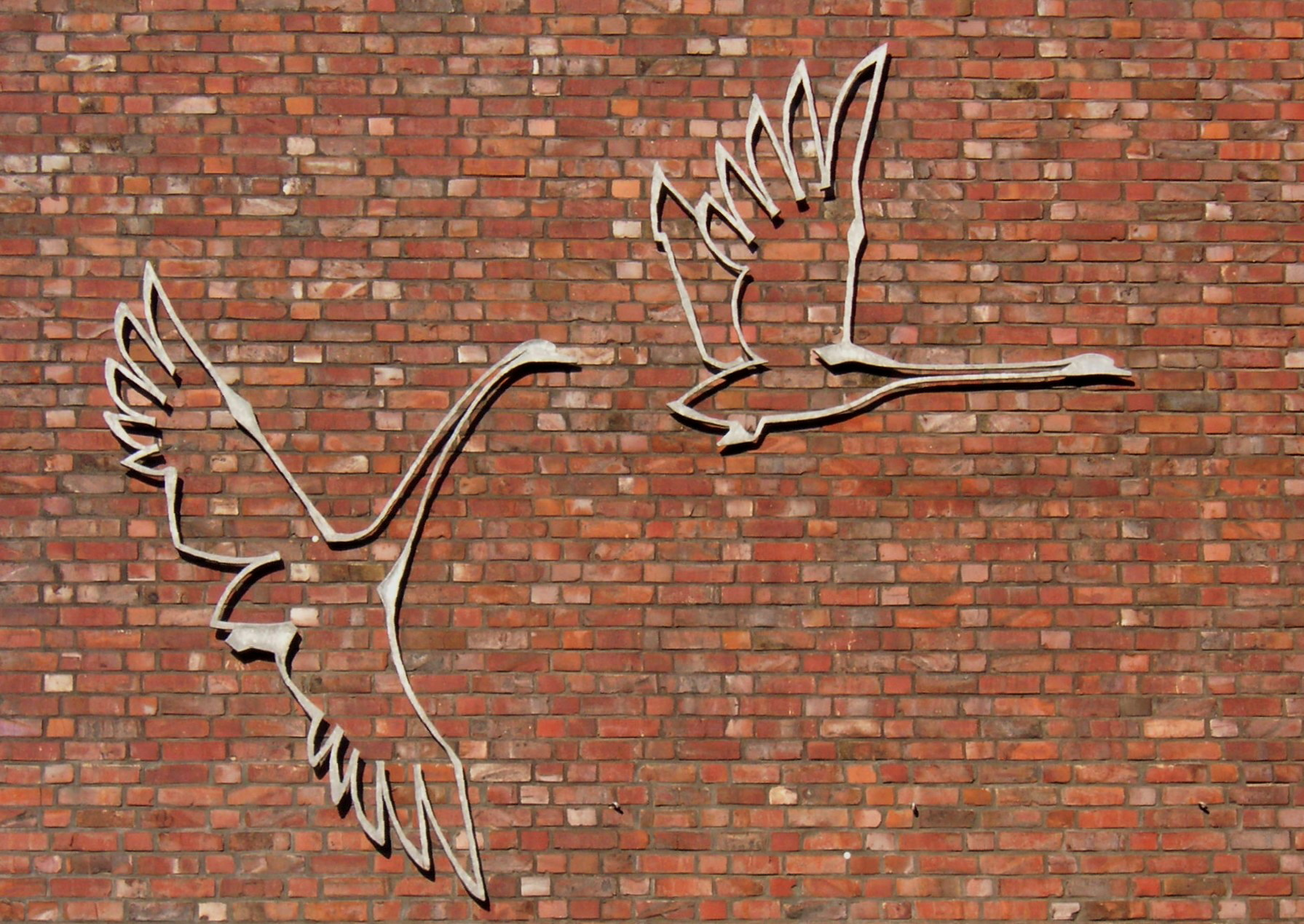
Fliegende Schwäne, Wandsbek

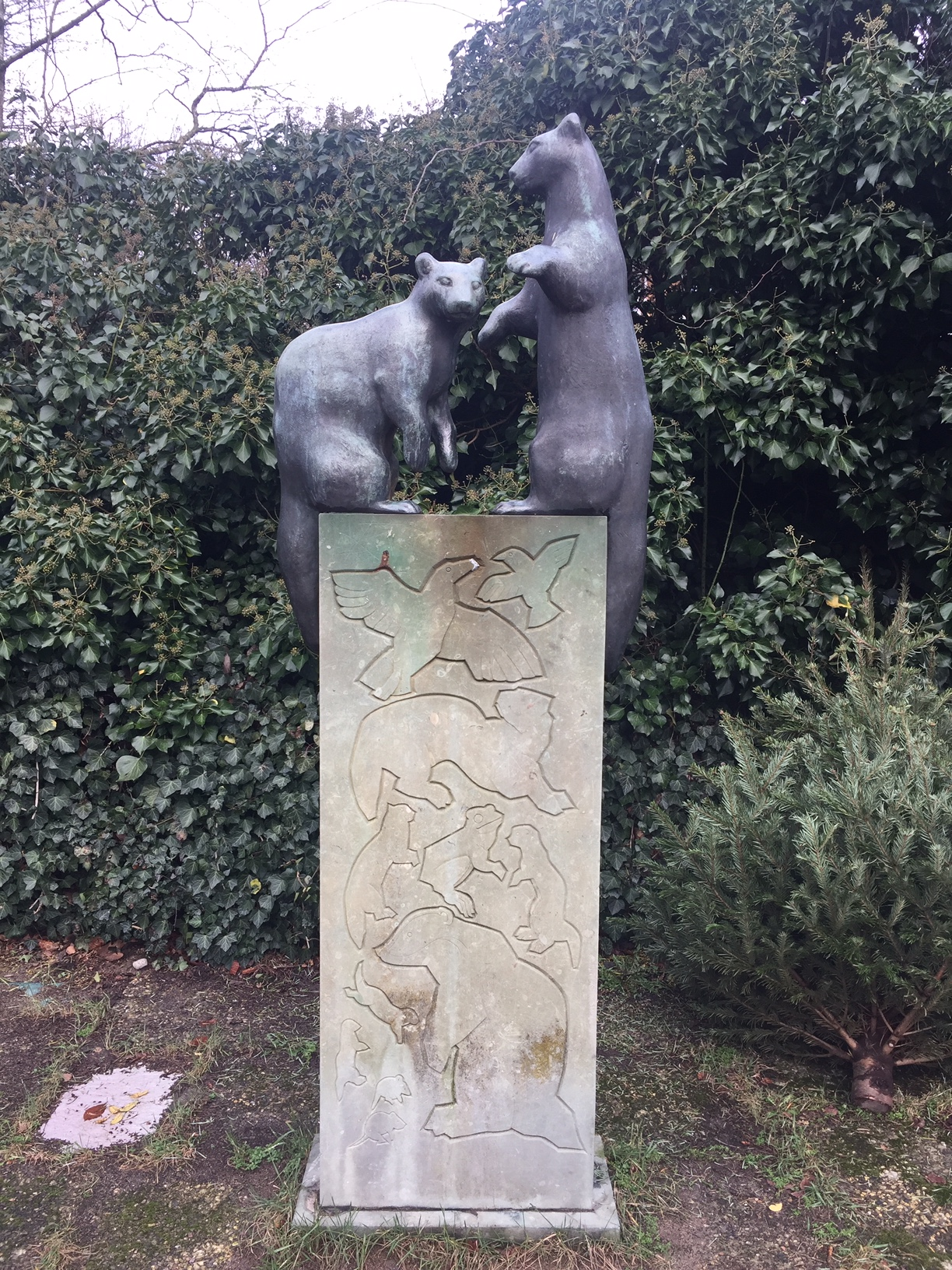
Marder, Marderstraat/
-stieg, Hamburg-Poppenbüttel

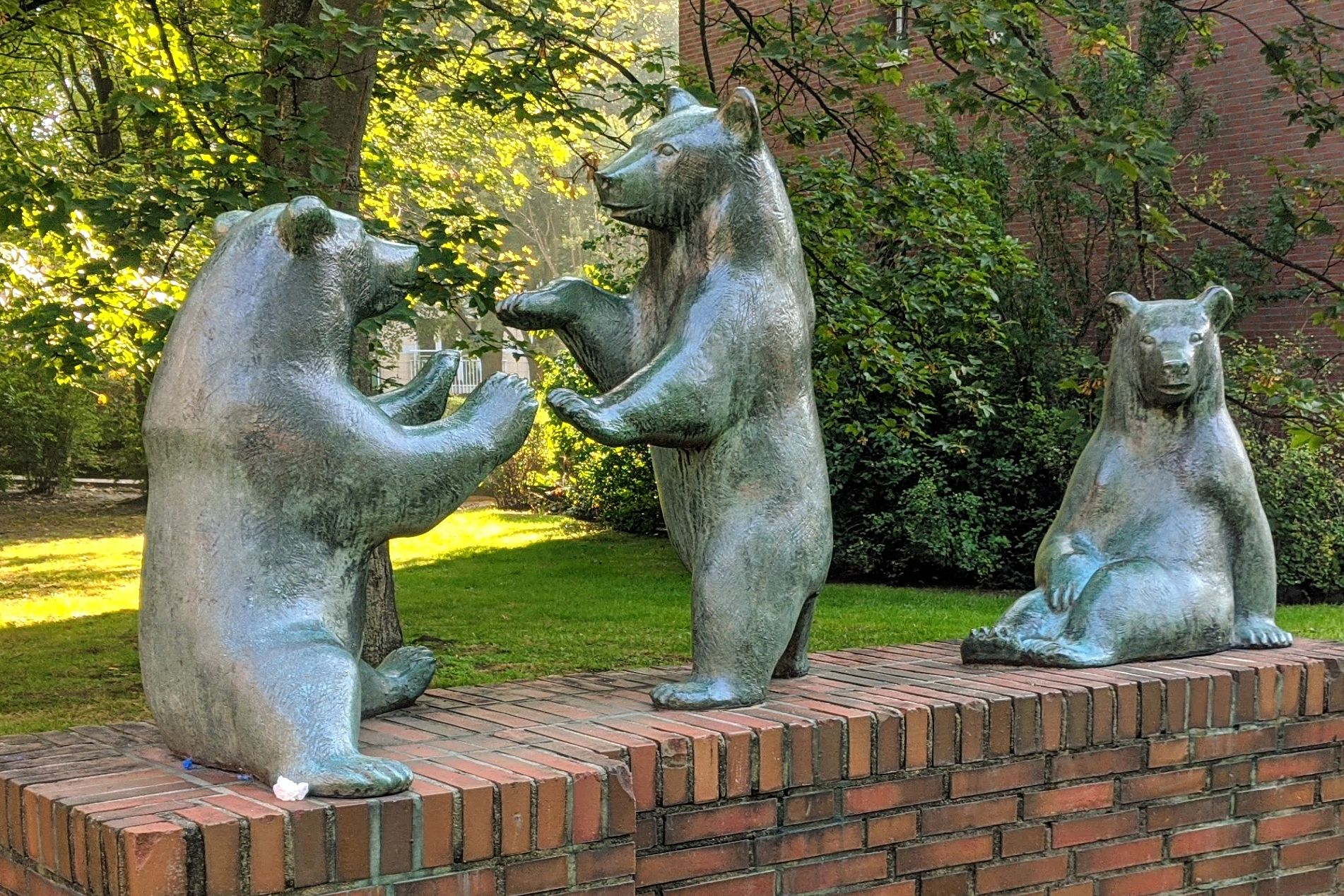
Bärengruppe (1964), Hinterhof, Hamburg-Hamm

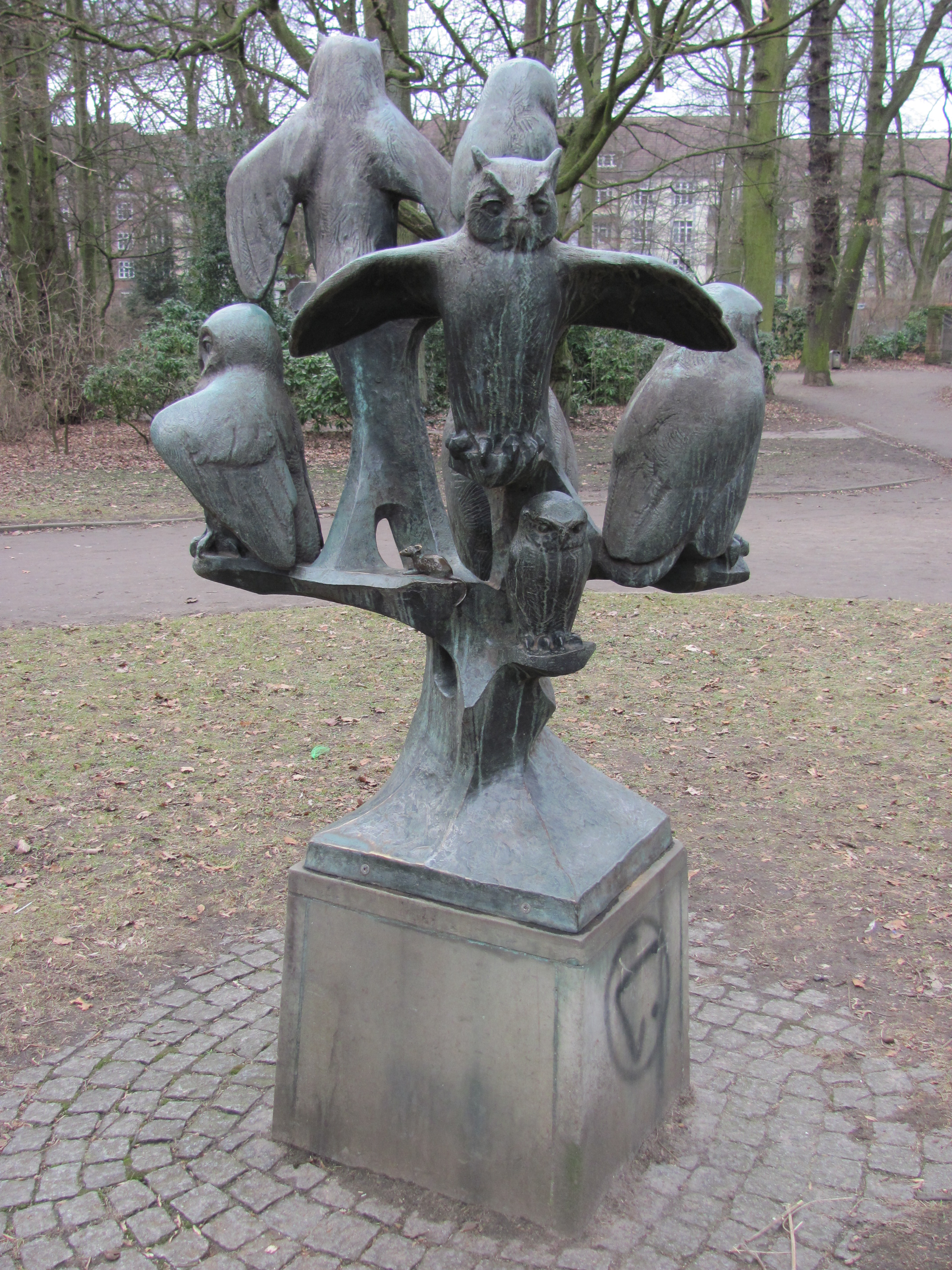
Eulenbaum (1966) im Hammer Park

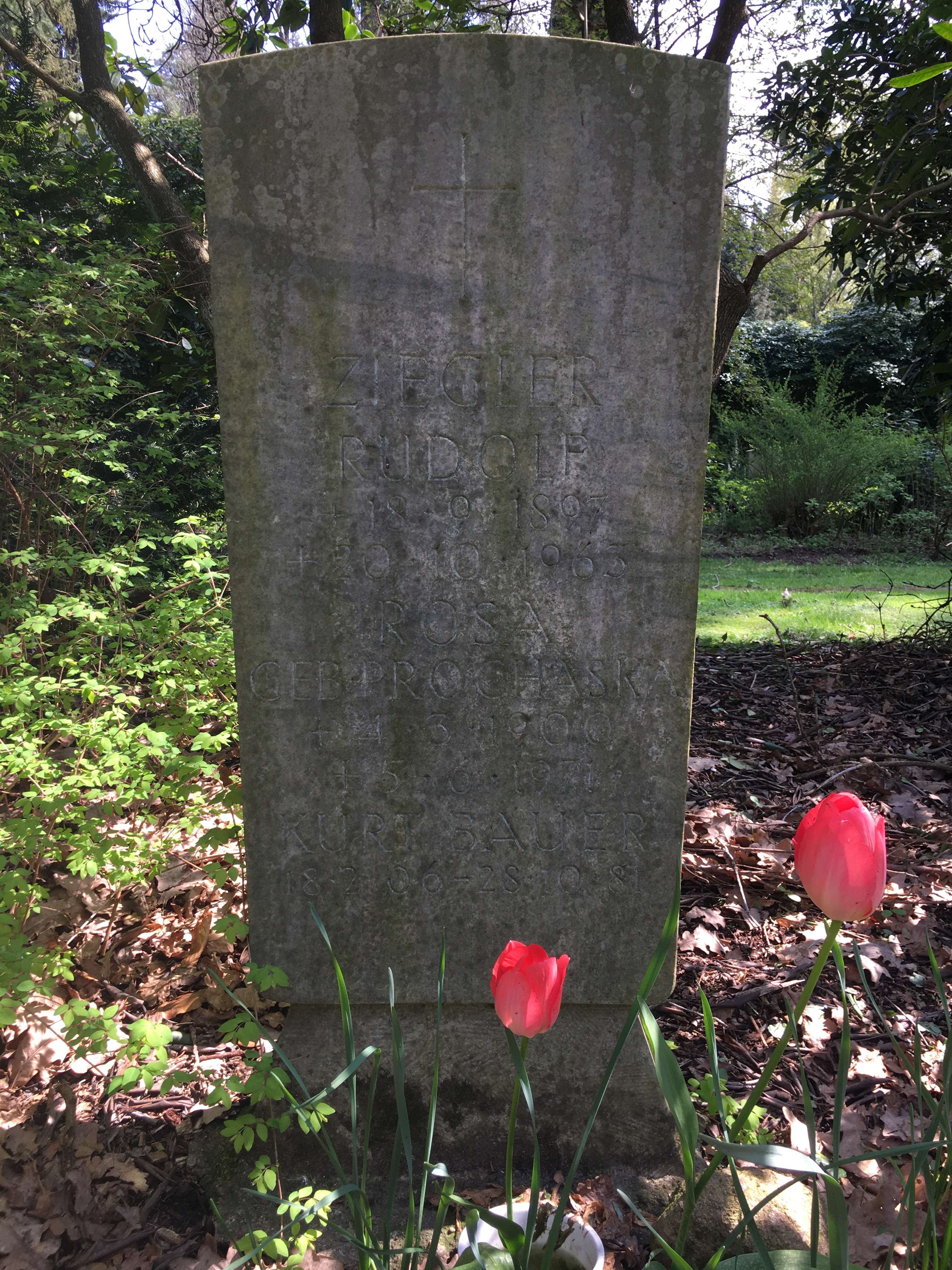
Grab Kurt Bauer auf dem Friedhof Ohlsdorf

Seine Schulbildung an der reformerischen Lichtwarkschule in Hamburg musste Kurt Bauer nach der 11. Klasse abbrechen, weil die Eltern ihn nicht mehr unterstützen konnten. Er machte eine kurze Lehre auf einem Bauernhof, wurde aber von seinem Lehrherrn entlassen mit der Aussage, er wäre nicht in der Lage, die Tiere anzutreiben, sondern er würde sich mit ihnen lieber unterhalten. Er machte daraufhin eine kaufmännische Lehre. Anfang der 1930er Jahre arbeitete er in einer Keramikfirma in Höhr-Grenzhausen und begann, erste Skulpturen zu formen.
Ab Herbst 1931 besuchte Kurt die »Landeskunstschule«, eine Vorläuferinstitution der heutigen Hochschule für bildende Künste am Lerchenfeld in Hamburg. Er studierte bei den Bildhauern Johann Michael Bossard und Richard Luksch und absolvierte Praktika als Keramiker. Ein Stipendium der Amsinck-Stiftung ermöglichte ihm mehrere innereuropäische Studienreisen. Als die Nationalsozialisten im März 1933 in Hamburg die Regierungsgeschäfte übernahmen, wurde Parteien und ihren Organisationen untersagt, in öffentlichen Gebäuden Informationsmaterial auszuhängen. Bauer hatte sich bereits kritisch zur NSDAP geäußert und entfernte jetzt Papiere des Nationalsozialistischen Deutschen Studentenbundes. Er wurde exmatrikuliert und damit von allen Wettbewerben ausgeschlossen. 1933 heiratete Kurt Bauer seine Kommilitonin Gertrud Birkmann. 1933 und 1936 wurden die Töchter Ellen und Veronika sowie 1943 der Sohn Thomas geboren.
Ab 1936 finanzierte die Patriotische Gesellschaft eine Atelier-Gemeinschaft in Hamburg-Wandsbek, in der Kurt Bauer mit seinem früheren Kommilitonen Hans Peter Feddersen als freier Bildhauer tätig war. Aufträge des Senatsdirektors Albert Krebs verhalfen zu ersten Erfolgen. Eine Erbschaft erlaubte Bauers Frau, 1939 das Haus Deelwisch 25 in Hamburg-Stellingen zu erwerben, das die Familie im April bezog. Im September 1939 wurde Kurt Bauer zum Kriegsdienst eingezogen. Wegen der im Mai 1940 beginnenden Luftangriffe auf Hamburg zogen seine Frau und die Töchter im Rahmen der „erweiterten Kinderlandverschickung“ nach Bayern. Das Haus im Deelwisch war nach der Bombardierung Hamburgs in der Nacht des 25. Juli 1943 nicht mehr bewohnbar. Nach Einsätzen in Frankreich, im Baltikum, in Russland und der Tschechoslowakei war Kurt Bauer im letzten Kriegsjahr in der Dolmetscher-Abteilung der Luftwaffe für Englisch und Russisch tätig.
Als Soldat diente er 1944 zusammen mit Friedrich Karl Gotsch. Nach dem Zweiten Weltkrieg gehörte er aus seinem Notatelier Witthüs heraus zu den Gründungsmitgliedern von Der Baukreis.
Nachdem er sich 1948 von seiner ersten Ehefrau scheiden ließ, heiratete er im gleichen Jahr Lore Ziegler. Tochter Christiane wurde 1950 geboren.
Bauer gehörte zu den am häufigsten beschäftigten „Kunst-am-Bau-Künstlern“. Seit 1950 stellte er hauptsächlich Tierplastiken in Schulen, Neubaugebieten, Parks und auf Spielplätzen her. Im Raum Hamburg wurden über 70 Werke aufgestellt, wovon aber nicht mehr alle vorhanden sind. Die Skulptur „Zwei Wildpferde“ in Hamburg-Horn Rhiemsweg Nr. 85 wurde von Dieben entwendet.
Für das nach dem Krieg wiedereröffnete Matthias-Claudius-Gymnasium in Hamburg-Wandsbek schuf er 1950 eine Skulptur aus Flacheisen „Fliegende Schwäne“. Das Kunstwerk schmückte zunächst die Aula der Schule und befindet sich heute an der Ostfassade des Schulgebäudes. Seit 1965 schmücken zudem „Drei fliegende Schwäne“ aus Flacheisen die Fassade des Haus der Jugend Kiwittsmoor, Tweeltenbek 27, in Hamburg-Langenhorn.
Auf dem Gelände der Asklepios Klinik Nord (Betriebsteil Ochsenzoll) in Hamburg-Langenhorn wurde 1962 Kurt Bauers Bronzeskulptur „Eulen“ aufgestellt.
Im Hammer Park befindet sich seine Bronzeskulptur „Eulenbaum“ von 1966 und im Kellinghusenpark seine Terrakottaskulptur „Luchs“.
Kurt Bauer starb 1981 in Hamburg, er wurde auf dem Ohlsdorfer Friedhof südöstlich Kapelle 12 im Planquadrat Bh 65 in Grablage 2011–2012 beigesetzt.